# Napoleone
Pour les articles homonymes, voir Napoléon (homonymie).
Pour plus de détails, voir Fiche technique et Distribution.
Napoleone est une comédie historique italienne réalisée par Carlo Borghesio et sortie en 1951. 

## Fiche technique
- Titre italien original : Napoleone[1],[2]
- Réalisateur : Carlo Borghesio
- Scénario : Steno, Mario Monicelli, Faele (it) (sous son vrai nom « Raffaele Sposito »), Leo Benvenuti
- Photographie : Renato Del Frate
- Montage : Rolando Benedetti
- Musique : Nino Rota
- Décors : Luigi Ricci (it)
- Production : Luigi Rovere
- Société de production : Produzione Distribuzione Compagnia Cinematografica (PDC)
- Pays de production :  Italie
- Langues originales : italien
- Format : Noir et blanc - 1,37:1 - Son mono - 35 mm
- Durée : 83 minutes
- Genre : Comédie historique
- Dates de sortie :
  - Italie : 17 avril 1951

## Distribution
- Renato Rascel : Napoléon Ier
- Marisa Merlini : Joséphine de Beauharnais
- Carlo Ninchi : Joachim Murat
- Lilia Silvi : tambour
- Loris Gizzi : Barras
- Nico Pepe : sergent
- Sergio Tofano : Vignon
- Raimondo Vianello : Général Pierre Cambronne
- Pietro Tordi : oncle Enrico
- Salvo Libassi : officier
- Gianni Cajafa : officier
- Pierluigi Pelitti : officier
- Mimmo Billi : professeur
- Corrado Annicelli : Ministre
- Mario Siletti : ambassadeur

## Accueil public
Le film a cumulé 1 451 415 entrées soit 226 420 762 lires de recettes au box-office Italie 1951.